# 廃車 (鉄道)

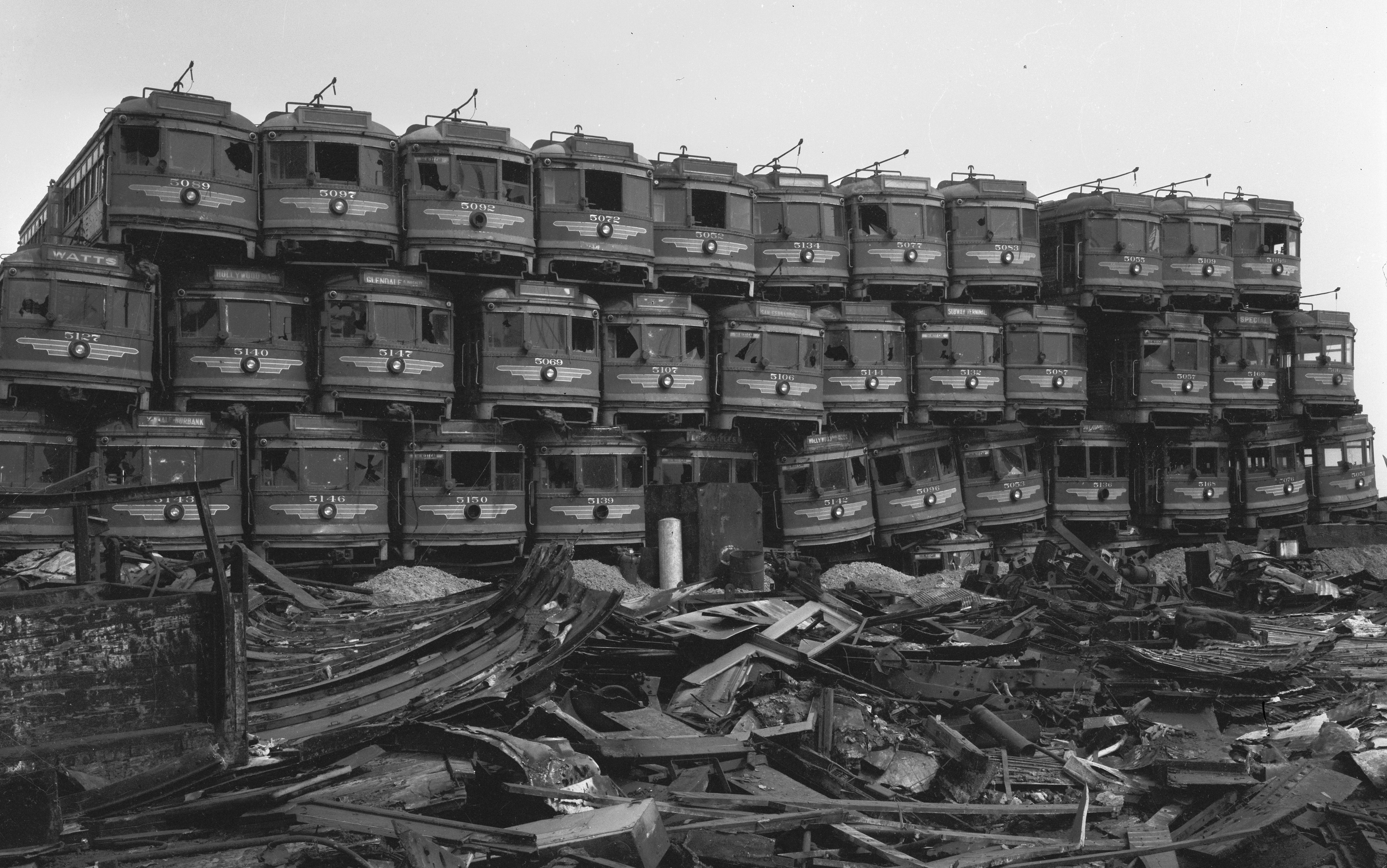
積み上げられて解体を待つ米国パシフィック電鉄の廃車車両

鉄道車両における廃車（はいしゃ）とは、鉄道車両の本来の用途における使用（人や物を運ぶこと等）をやめ、車籍（登録）を抹消して鉄道事業者の資産でなくすこと（=除籍）、またはそうされた車両のことである。

## 廃車の原因

### 原因
鉄道車両の廃車の理由には、大きく分けて次の4種類がある。
1. 経年廃車
2. 用途（余剰）廃車
3. 被災廃車

### 経年廃車
鉄道車両は、整備や手入れを多額の費用や時間をかけて行えば、30年以上使用することも可能である。長期間使用された車両の例としては、1936年ベルリンオリンピック時に製造されたベルリンSバーン用電車が、ドイツの分裂・東西統一を経て21世紀初頭まで運行していた例や、西日本旅客鉄道（JR西日本）小野田線において、2003年まで70年間にわたって使用されたクモハ42形電車などが挙げられる。また、経年が100年を超える蒸気機関車が動態保存され、客車を牽いて運転されている例もある。
これは以下のような理由による。

#### 老朽化
鉄道車両は機械であるため、使い続ければ車体や機器の消耗・老朽化が進んでいく。各種機器の老朽化による動作不良が事故を招くこともあるので、ある程度の期間、使用した時点で廃車となる。特に新幹線車両では高速・長距離走行のため、各部の摩耗や傷みが在来線車両より早く進行する傾向にある。
日本では、鉄道車両の税法上の減価償却期間は、所得税法施行令第129条及び法人税法施行令第56条の規定に基づく省令（制定時は大蔵省令、現在は財務省令として効力を有する）により定められており、電車は13年である。つまり、少なくとも13年間使用することを前提とされている。ただし、これを基準に設計された車両はJR東日本209系電車や東京都交通局8000形電車と例は少なく、大抵は設計上の耐用年数を20 - 30年程度とし、内装や車体、走行機器等の更新を行いながら法定耐用年数の13年を超えて使用されている。さらには「延命工事」などと言われる大規模な更新工事を行うことで設計上の耐用年数の延長を図り、40 - 50年以上使用され続けている車両も存在している。しかし、使用期間の長さもまちまちである。
この設計上の耐用年数も時代によって変遷しており、一般に1950年代前半までに製造された車両は頑丈に造られており、モノコック構造の採用による軽量化が一般化した1950年代後半以降に製造された車両に比べて、同一経年であっても一般に老朽化の度合いは小さい。例えば、1940年代後半から製造された国鉄スハ43系客車が、後継車として製造された軽量構造の国鉄10系客車が老朽化により引退した後も大量に残存していた事例がある。アルミ合金車両やオールステンレス車両は、普通鋼製車に比べて錆の発生による劣化（肉痩せ）がなく、塗装の省略等による保守上のメリットも大きいため、車体デザインの陳腐化さえ考慮しなければ、長期にわたり使用可能である。例えば普通鋼製の大阪市交通局100系電車は沿岸部を走行する関係で塩害による車体へのダメージを理由に2001年までに引退したが、同時期登場のアルミ合金車の神戸新交通8000型電車（こちらも沿岸部を走行する）は2009年まで残存していた例がある。同様に、普通鋼製の南海7000系電車は老朽化に加え塩害による車体へのダメージが酷く、2015年までに引退したが、先に登場したオールステンレス車の南海6000系電車は当時1両も廃車はなく全車健在であった。また、JR北海道キハ130形は、冬期の車内保温能力の低さや塩害による腐食の影響から、キハ130形より古いキハ40形350番台に置き換えられて廃車された。
旧型車から下回りや機器を流用した車体新製車は、流用機器の老朽化から完全新造車に比べて短い期間のうちに新造した車体ごと廃車される例も多い。流用機器の老朽化や陳腐化が理由であるが、コストなどの保守面等でのデメリットが更新当時の想定以上に急速に表面化するなどの理由によって、早期に廃車される例もある。一方で、老朽化の進んだ機器を新造した機器あるいは余剰となっているより新しい機器と交換して、経年の浅い車体が活用される例もある。
特急形車両（その格下げ車両を含む）は高速・長距離運転を行う性質上、一般車両より老朽化を進行させやすい。例えば国鉄583系電車から改造された715系電車は583系時代における長距離運転による走行距離の大きさとラッシュ時の運用に不適な車体構造などから早期に全廃され、同時期に製造された急行形車両の方が多く残存していた事例がある。中央本線では国鉄時代に製造された211系電車が普通列車として運用されている一方で、JR東日本E351系電車が先に全車廃車・解体されている。阪急2800系電車は、阪急京都本線で特急中心で運用されたことで走行距離が大きくなったこと、その後の一般車格下げ改造による車体強度の低下による老朽化の進行で2001年までに全廃されたが、先行して登場した一般車両の2300系電車の廃車は2800系の全廃と時期を前後する2000年ごろから始まり、それまで全車健在であった。後継車両である6300系電車は、特急中心の運用による老朽化の進行や、スピードアップ（115km/h運転）に対応できないこと、そして停車駅の増加により変化した運行形態に見合わなくなったことから「京とれいん」と嵐山線に転用された車両を除いて2010年ごろまでに廃車となった一方で、先行して登場した一般車両である3300系電車や5300系電車は当時1両も廃車はなく全車健在であった。西日本鉄道においても8000形電車は一般車両である5000形電車より車齢が若いながらも、老朽化を理由に2017年度までに引退している。

#### 技術的要因
技術の向上により、時代に合わなくなったことを理由として廃車することである。製造された当時は最新鋭の技術を使っていたとしても、技術革新により陳腐化することは避けられない。また、新たに開発された保安装置を設置できなくなることもある。鉄道車両は、長期間にわたって法定の保守点検を行うことが義務付けられているため、新造費用だけでなくランニングコストが多くかかる。このため、新しい車両に置き換えた方がトータルコストを低減できることがあるため、寿命に達していなくても置き換えられることがある。
古い車両の場合、交換用の部品が製造中止になってしまい修理が行えないために廃車になることもある。先述のクモハ42形の場合、42001号を走らせるため、稼動中の42006号を廃車して部品取り用にした。
逆に車体自体は比較的新しいが、足回りの老朽化もしくは環境変化に対応できなくなった、を理由に廃車になるケースもある。京阪電気鉄道の2000系や700形 (2代)の場合、架線電圧の昇圧（600V→1500V）に主電動機などに対応できなかったことが原因で廃車となったが、車体は再利用され、足回りを新調し、冷房装置取り付けなどを行った上で、それぞれ2600系0番台および1000系 (3代)として「代替新造」扱いされた。同様に、製造メーカーの撤退により修理が行えないために古い車両よりも先に廃車になるケースもある。平成に登場したJR貨物EF200形電気機関車は製造元である日立製作所の機関車製造からの撤退により、補修用部品の確保が困難になったことから2019年までに引退したものの、昭和に登場した国鉄EF65形電気機関車や国鉄EF66形電気機関車は2024年現在でも一定数が残存している。
また、特殊な構造を持つ車両や極端に性能の異なる車両（例えば試作車や、何らかの理由で少数しか製造されなかったグループ）は、保守に手間がかかったり、交換部品のコストが嵩んだりするため、多数の車両を運用する大手鉄道事業者では早期の整理対象となりやすい。多少古い車両であったとしても、数がまとまっていれば量産効果により維持コストは削減可能であり、性能が揃っていれば運転上の特殊な取り扱いもしなくて済む。実例には長崎電気軌道2000形電車、営団06系電車等がある。

### 用途（余剰）廃車
運用体系の変化、輸送力増強や転属などに伴う編成の組み換えに伴う余剰車両の廃車が挙げられる。本項では標準的な寿命（新幹線車両は15年、一般車両は30年程度）と比べて相当短い期間で廃車された事例を挙げる。
- 日本国有鉄道50系客車
1977年の登場時点で客車列車そのものが時代にそぐわなくなった（所謂オワコン）ことに加えて、国鉄末期から動力分散方式、短編成化を推進（=「シティ電車」）したことにより、車齢が若いながらも気動車や電車への置き換えが進められた。
- JR北海道キハ183系（キサロハ182形550番台）
1991年に『スーパーとかち』用として製造されたが、2001年に運用を離脱してからは保留車となり、2013年に廃車となった。
- 京成電鉄AE形（初代）
1991年3月の空港ターミナルビル直下新駅乗入れに合わせ、6両編成7本を8両編成5本に組み替えた際に余剰となった先頭車2両が廃車となった。残る40両もAE100形の投入により置き換えが進められ、編成組み換え後2 - 3年程度で運用を離脱し、経年15 - 20年余りで全車が引退した。なお、AE形の主要機器は3400形へ流用されている。
- 名古屋鉄道1000系・1600系（クハ1600）「パノラマSuper」・1700系
名鉄特急の運営方針の変更（ミュースカイ以外のすべての特急・快速特急を一部特別車もしくは全車一般車にすること）によって運用が減少し、1000系の一部と1600系のク1600の全車が廃車となった。一部機器が1000系から新5000系に、1600系から2300系に流用された。1600系はその後、残存した2両が1700系に改造されたが、2200系30番台の導入によって廃車となった。
- JR東日本211系
高崎線・宇都宮線・湘南新宿ラインでのグリーン車の営業運転に先立ち、113系（サロ124形、サロ125形）から編入改造した2階建てグリーン車34両を編成替えして組み込むことになり、これによって編成から外れた同数分のサハ211形が余剰廃車となった。
2009年からは千葉支社の113系・211系の置換え用として京浜東北線から転用改造した209系2000・2100番台が投入され、これにより幕張車両センターに配置されている211系が3両編成に短縮された上で長野総合車両センターに転出、余剰となったサハ211形は廃車となった[注釈 7]。
その後は上野東京ライン開業を控え東海道線・宇都宮線・高崎線中電の使用車両を4つドアのE231系・E233系に統一するため、田町車両センターおよび高崎車両センターへE233系3000番台を投入して置き換えが進められた。3つドアの211系は2012年に東京口から、2014年に上野口から撤退し付随車を脱車、高崎車両センターに残留する3000番台の一部を除いて長野総合車両センターに転出し、編成から外れたグリーン車を含む付随車と2000番台の付属編成全車が余剰廃車となった。
- JR東日本E231系（サハE230形500番台・サハE231形4600番台）
山手線の可動式ホーム柵導入およびドア位置の統一のため編成中2両組み込まれた6扉車サハE230形500番台104両は4扉車（サハE231形600番台・4600番台各52両）を新製して差し替えることとなり、経年わずか5年程度で全廃、廃区分番台となった。4扉車への代替は使用可能な機器・部品の再利用に際して、検査周期の関係から最終編成である552編成から順に実施した[5]。
山手線へのE235系50編成の投入に際しては、E231系500番台52編成はサハE231形4600番台を抜いた10両編成で三鷹車両センターに転出し、サハE231形4600番台は改造の上10両編成で製造されたE235系48編成に組み込まれることとなったが、4両が余剰となり、車両中1箇所のドアの位置が異なることから転用が困難と判断され、経年9年で廃車となった。
- 帝都高速度交通営団1500NN形
1981年に丸ノ内線分岐線（方南町支線）の3両編成化に際し、銀座線で運用されていた2000形を転用するため、その補充として8両が製造された。その後銀座線の新CS-ATC導入によって運用車両は01系に統一されることになり、1993年までに全廃された。
- 東京地下鉄01系
銀座線のワンマン運転移行にともない全編成を1000系に統一させることになり、 1997年製造の第38編成がよって車齢16年で廃車になった。
- 東京地下鉄06系
千代田線へのホームドア設置の際扉配置が6000系、16000系と扉配置が異なりホームドアに対応できないこと、兄弟形式の07系の保守部品捻出のため、16000系への置き換え対象になり、2015年に廃車となった[3]。
- 伊豆急行2100系「リゾート21」サロ2180形（ロイヤルボックス）
一部の100系編成に連結していた特別車「ロイヤルボックス」の利用が好調なことと、臨時特急「リゾート踊り子」の運用ではグリーン車に相当する車両も必要とされることから、2100系でも1990年に落成した第4編成で「ロイヤルボックス」を連結した。1991年に当時在籍していた第1 - 第3編成、1993年に落成した第5編成「アルファ・リゾート21」にもそれぞれ「ロイヤルボックス」が連結されたが、2003年3月31日をもって普通列車運用時の「ロイヤルボックス」連結は廃止され、3両が廃車になった。
- JR西日本500系
東海旅客鉄道（JR東海）と共同で設計・製造された300系や700系との車内設備の違い・運用上の制約などの問題から、JR西日本のN700系の投入が始まると300系よりも優先して置き換えが行われ、山陽新幹線内の「こだま」用に8両編成への編成短縮改造が施工、編成から外れた中間車は余剰廃車となった。
W1編成は編成短縮改造が行われないまま、2010年2月28日をもって運用を離脱、2014年3月28日までに全車廃車となった。
廃車後、521-1は京都鉄道博物館で、522-1は日立製作所笠戸事業所で保存されている。
- JR西日本キハ37形
キハ126系の投入による山陰本線の高速化で2003年から保留車となり、車齢が若いながらも他線区への転用などもないまま2009年に廃車となった（JR西日本には2両だけの在籍であり、同社では採用例が皆無に近いDMF13S型エンジンが搭載されていたため、保守上の問題があった）。
- 大阪市交通局1100形・900形
1100形は、四つ橋線の5両化によって余剰となった1115号が、900形（旧6100形）は、中央線の4両化に伴い余剰となった911号（旧6111号）が、それぞれ1972年3月に廃車された。
- 大阪市交通局10系
1995年（平成7年）から1996年（平成8年）にかけて、大阪市営地下鉄御堂筋線の輸送力増強のため10両編成化する際、新20系（21系）を量産していたことから10系の新車増結は実施されず、21系10両編成3本を追加投入の上で3編成を分割し 、改造および電装解除の上、他の23編成に組み込んだ。その際余剰となった先頭車4両は廃車となった。
- 大阪市交通局30系（最終増備車）
御堂筋線への10系増備に際し、8両編成だった30系を6両に短縮して中央線に転用したが、その過程で余剰となった中間車も中央線の編成として活用する目的で、1984年に先頭車のみ4両が落成した。その後、24系投入により1両が中間車化改造・冷房装置搭載の上谷町線に転用されたほかは1993年に廃車された。
- 大阪市交通局100A系（最終増備車）
2002年製造の第37編成が200系導入によって車齢15年で廃車になった。
- 北大阪急行電鉄2000形
大阪市営地下鉄30系と同期登場でありながら、30系のように冷房化改造するよりも新車に置き換えた方がコストが安いと判断され、1986年から2代目8000形に置き換えられることとなり、製造後22 - 24年程度で全車引退し形式消滅した。
- JR東日本E3系（R23 - R26編成）
秋田新幹線へのE6系投入に伴い、6両編成4本を7両編成2本に組み替えて山形新幹線へ転用することとなり、余剰車10両が廃車となった。2005年製の車両は製造後8年で廃車となっている。
- 西日本鉄道1300形
先頭車は初代600形からの流用であるが、中間車は1000形より車齢が若いながらも先頭車の車齢の高さから3扉化も冷房化もされず、大牟田線の全面冷房化に際して1985年に廃車された。
- 近畿日本鉄道（近鉄）10000系（ビスタI世） ・10100系（ビスタII世）
1970年に特急券のオンライン化が行われたが、1編成しかない10000系は特急券のオンライン化が困難であるため、製造から12年で廃車となった。また10000系の量産型に当たる10100系も、のちに登場した汎用型特急車と比べて車内設備の陳腐化が著しく、30000系に置き換えられることとなり、製造後15 - 20年程度で全車が引退した。なお、10100系の機器類は通勤車の2000系および30000系の増備車に流用された。
- 京阪電気鉄道3000系（初代）
1989年の鴨東線開業に伴い、新型特急車8000系7両1編成と京阪特急の7両編成へ統一するための中間車5両の計12両が新製投入された。8000系の人気は予想を上回るもので出町柳駅や淀屋橋駅では本系列を見送ったり、本系列に1両だけ組み込まれた8000系中間車に乗客が集中するといった現象が見られたため、特急を全面的に8000系に置き換える方針に変更され、本系列は主電動機などの機器を8000系に転用の上、1編成7両と2両の予備車を残して廃車となった。3500型と3000型の各10両が富山地方鉄道および大井川鉄道（現・大井川鐵道）に譲渡された。
- 東京都交通局10-300R形
新宿線の保安装置更新に伴い、比較的車齢の若い10-000形の後期製造車を活用する目的で先頭車のみ新製、置き換えたものである。新造された先頭車は車齢が若かったものの、中間車が10-000形からの転用であり、かつ老朽化が進んでいたため、10-300形の増備に伴い、先頭車は中間車と同時に廃車されることが決まり、2017年までに全車が廃車された。
- 名古屋市交通局3050形（3159編成）
4両編成で新造され、後年6両編成に組み替えられた際に余剰となった3000形を活用する目的で、1993年に4両が新製されたものである。後年になってN3000形で3000形の老朽取り換えを実施することとなった際、中間に3000形2両を組み込む3159編成も置き換えの対象となったことで、2019年に編成ごと廃車となった。
- 東京急行電鉄5000系6扉車
田園都市線へのホームドア導入に際し、ドア位置を統一するため、10両編成の編成中に2 - 3両連結された6扉車は新造の4扉車に代替され、製造から10年程度で全廃となった。6扉車の一部機器は新造した4扉車などに流用された。
- JR東日本E751系
つがるの運行系統変更に際して編成を6両から4両に短縮し、編成から外された中間車は増結用としたが、実際は使われることなく、廃車となった。
- JR東日本E257系（0番台付属編成）
中央本線特急のE353系投入によって置き換えられたE257系松本車の9両基本編成は波動用（5000番台）もしくは踊り子用（2000番台）に転用されたが、2両付属編成は転用されず全廃された。
- JR東日本209系3100番台
三鷹電車区からの209系3500番台及びE231系3000番台の転入が完了した後も、ワンマン対応改造による予備編成確保のため引き続き八高・川越線にて運用されていた。2022年3月のダイヤ改正において同線区がワンマン化されたことで運用を離脱、最終製造車2両を含む8両全車が特に転用などもされることなく廃車となった。
- 阪急電鉄5100系・6000系
5000系のリニューアル・固定編成改造に際して、5100系から一部車両の供出を行うため編成替えが行われ、余剰車3両が休車となった。6000系は2200系の編入およびワンマン運転対応のための編成替えで余剰となった1両が休車された。いずれも運用復帰することなく、長期間休止の後に廃車された。

大手の鉄道会社などでは、新型車両を投入した後にそれまで使用していた車両を他の線区へ転出させ、転出先の線区で使われていた旧形車両を置き換えて廃車させることがある（例：網干総合車両所への225系新製投入→同所の221系を吹田総合車両所奈良支所へ転出→同所の201系を置き換え）。このとき編成は適宜組み替えられるが、組み替えた結果として余った車両が廃車となることがある。JR東日本の209系電車は京浜東北線から房総地区や南武線への転用の際、編成から抜き取られた付随車が廃車解体されている。また中央・総武線の209系電車やE231系電車も武蔵野線や八高線へ転用する際に6扉車が全廃となったほか、余剰となったサハ209形やサハE231形も廃車解体されている。編成組み換えによって余剰となるのは多くが付随車で、転用する場合は電動機などを取り付けて動力車に改造することや、運転台を取り付けて制御車に改造することなどが必要となる。転用先での車両不足の場合には、改造して転用される事例もある。伊豆急行では東急8000系電車の制御付随車を電動車に改造した事例がある。
また、東京メトロ東西線乗入れ専用車であった国鉄301系電車の場合、地下鉄との協定でJR側の乗り入れ数が減少したために余剰となった1編成が廃車となった。
他にも、廃線や列車廃止の影響による廃車事例もある。
- JR東日本EF63形
信越本線の横川 - 軽井沢間における碓氷峠の急勾配区間専用補助機関車として使用された同機は、1997年の北陸新幹線（高崎 - 長野間）先行開業と引き換えの碓氷峠区間の在来線廃止に伴い、本務機EF62形ともども全車が車籍抹消（除籍）となり、形式消滅した。なお、碓氷峠では先代の国鉄ED42形電気機関車も粘着運転への切り換えに伴うアプト式運転廃止で全車廃車となっており、この区間では路線切り換えによる車両の用途廃止による廃車が2代続いたことになる。
廃車後は主に碓氷峠鉄道文化むらや軽井沢駅に静態保存（一部は動態保存）されている。
- JR東日本EF71形
主に末期は奥羽本線の福島 - 山形間の客車普通列車の牽引に使用されていたが1992年に山形新幹線開業のためこの区間が標準軌化されたことで同区間での用途を失った。
一部は東北本線で臨時の運用に使用されたこともあったが、もともと平坦線区間での粘着係数を重視せず、増加分のモーターは長時間抑速回生ブレーキ運転における主電動機熱容量に余裕を持たせるためであり、弱め界磁を装備せず高速運転を考慮しない、となどという板谷峠での運用のみに割り切った特殊設計であるがゆえに他線区への転用・活用ができなかったことから、1993年までに全車が除籍され形式消滅した。
廃車後は1号機のみが新幹線総合車両センターに静態保存されていたが、2019年に解体された。
- 長野電鉄10系
木島線廃止の影響で余剰となり、普通列車の運用が3500系に車種統一できることから廃車となった。車齢は3500系や、その後東急電鉄より譲渡された8500系より若い（1編成2両だけの在籍だったため運用上や整備上の問題もあった）。
- 下津井電鉄2000系
下津井電鉄線の廃止の影響により、車齢3年で廃車となった。
- 郵便車・荷物車
鉄道による郵便・荷物輸送の廃止により、廃車となった。荷物車の中には旅客車や事業用車に転用された車両もあるが、気動車については他用途に転用されることなく、国鉄末期に廃車となった。

後者の外部的な変化としては、他事業者他路線もしくは他車両・新しい規制や法令の影響などで廃車された例がある。
- 東京都交通局6000形6152号車
都電全盛時代を伝える唯一の車両として、またライトの形状から「一球さん」という愛称で保存車として親しまれていたが、京福電気鉄道越前本線列車衝突事故の事故車のブレーキ機構が1系統しかなく、このブレーキ故障によって制動不能となったことが原因として明らかとなり、同様のブレーキシステムであった6152号も休車、その後廃車された。
廃車後、保存を求める声が多数寄せられたため、解体は免れた。その後、譲渡先の候補からあらかわ遊園が選ばれ静態保存された。
- 小田急電鉄10000形「HiSE」
交通バリアフリー法が施行され、鉄道車両にもバリアフリー対策が求められる中で、ハイデッカー構造のために対応工事が困難であることが理由の一つとなり、より古い7000形電車「LSE」よりも早く廃車となった。そのうち2編成（10021Fと10061F）が4両に短縮の上、長野電鉄へ譲渡された。
- 小田急電鉄20000形「RSE」
10000形電車「HiSE」と同様、交通バリアフリー法が施行され、鉄道車両にもバリアフリー対策が求められる中で、ハイデッカー構造のために対応工事が困難であることが理由の一つとなり、JR東海371系電車ともども60000形電車「MSE」に置き換えられ、より古い7000形電車よりも早く廃車となった。1編成 (20002F) が3両に短縮の上、富士山麓電気鉄道へ譲渡されフジサン特急として活躍している。
- 小田急電鉄50000形「VSE」
連接構造であることから整備が煩わしく、主要機器の更新が困難と判断され、より古い30000形電車「EXE」「EXE α」より早く引退した。
- 横浜市交通局2000形
2006年まで1号線・3号線（現・横浜市営地下鉄ブルーライン）で運用された同車は3000形とドア幅が異なり、可動式ホーム柵の設置および翌年開始のワンマン運転に対応できないため、同年までの間に3000形に置き換えられ、廃形式となった。なお、第16編成以外の台車や空気圧縮機・ブレーキ装置等の一部機器は3000S形へ流用された[注釈 9]。
- 神戸市交通局3000形
神戸市営地下鉄西神・山手線での全駅ホームドア設置にあたり、ホームドアと車両扉の開閉連動およびワンマン運転に対応した6000形に車両を統一するため置き換えが進められ、2021年までに全車が引退。車齢は1000形や2000形、北神急行電鉄より移籍した7000系より若いながらも神戸市営地下鉄の車両で初めて廃形式となった。なお、本系列は全車がGTO-VVVFで、1000形のGTO-VVVF搭載車についても同年時点ですでに全廃されている。
- JR東海100系
1985年に登場した100系は0系と基本性能は変わらず、300系や700系の270km/h超の車両の投入によるスピードアップに対応できないため、山陽新幹線こだま用として短編成化されたK・P編成を除き、通常の寿命よりも3 - 4年早く廃車となった。100系の設計最高速度は275km/hだが、騒音基準を満たせなかったことにより220km/hでの運転にとどまったことも要因の一つである。

食堂車はその外部的要因と内部的要因による影響を複合的に受けた例の一つである。
1972年の北陸トンネル火災事故によって、国鉄10系客車の食堂車は火災に対する安全性が問われ（外部的要因）、早期に廃車された。国鉄末期になると、新幹線網の発達や自動車の普及、航空機利用の大衆化による特急電車の短距離化・短編成化の傾向の影響を受けたり（内部的要因）、さらに海外旅行の大衆化をはじめ、近年の旅行形態の多様化の影響を受けるなどして（外部的要因）、昼行特急列車の食堂車の多くが廃止され、余剰であるとして廃車となった。
- 廃止となった昼行特急列車の食堂車のうち、廃車を免れた少数の例として国鉄485系電車において雷鳥の食堂車を廃止する代わりに和風電車「だんらん」に改造した例がある。この車両はのちの「スーパー雷鳥」新設時に、ラウンジ付グリーン車へ再改造された。また、JRに継承された一部は国鉄24系客車（「北斗星」や「トワイライトエクスプレス」）の食堂車に改造された。
- 上記のとおり、1970年代は多数の食堂車が余剰になったが、車齢が10年前後と若いものが多く、そのまま廃車手続きを取ると会計検査の関係上問題があったため、車籍を有したまま各地で長期留置された。例えば1970年まで製造された国鉄20系客車のナシ20形については1978年に運用停止になった後も品川客車区などで留置され、国鉄分割民営化直前に廃車された。

珍しい例としては、新幹線1000形電車の「解体設備の運転試験のために廃車」といったものや、国鉄DD54形ディーゼル機関車や阪神3801形第1編成のように「故障や事故が多発し過ぎて廃車」（いずれも車齢12年程度で全廃）、JR貨物EF200形電気機関車のように「メーカーが機関車製造から撤退して部品調達が困難となり廃車」といったものなどがある。

#### 試験終了による廃車
試験車は大きく分けると次の3タイプになる。
- A 新造車：試験のために開発された車両。今までと違う機器を搭載していたり、車体形状が突飛であったりしていることから、編成内でバラバラであることも多い。
例：新幹線500系電車900番台 (WIN350) 、JR東日本E993系電車（ACトレイン）。
- B 改造車：台車やモーターなど一部分のみの試験を行う車両。在来の車両に改造や仕様変更を行っただけなので、旅客運転をしながらデータ収集を行うことも多い。
例：国鉄103系電車DDM駆動改造車（JR東日本京葉電車区所属モハ103-502）。
- C 先行試作車：次期新造車両の性能を確認するための車両。新造車と違うのは、量産を念頭に置いた車両である点と、実際に客扱いを行う点で、突飛な姿をしていることはまずない。また、客の評価や運用上の問題点などを調べ、量産車に反映させる役割も担っている。
例：JR東日本901系→JR東日本209系900・910・920番台、JR西日本681系1000番台。

Aが旅客車に改造されることはなく、試験終了後に廃車されるものがほとんどであるが、障害物に激突させ、原形を留めない姿で解体されていくものも多い。ただし、国鉄キハ391系気動車（2015年初旬に片側の前頭部を残して解体）や新幹線955形電車 (300X) 、新幹線500系電車900番台 (WIN350) ・新幹線952形・953形電車 (STAR21) などの高速試験用新幹線のように試験終了後も現在に至るまで保存（片側または両側の先頭車もしくは前頭部のみ、中間車は952形・953形の一部を除いてすべて解体）されているものもある。ただし、都営地下鉄大江戸線12-000形電車の試作車のように、試験終了まで入籍しなかった車両も存在する。また、非常にまれなケースではあるが、全く別の試験車として生まれ変わる場合がある。例えば製造工法確認を目的として試作されたクモハ223-9001がクモヤ223-9001U@tech試験車（2019年3月末に廃車）に改造された例が挙げられる。
Bは試験終了後、未改造の車両の仕様に戻され、他の車両と同じに戻ったケースもある（例：JR西日本221系電車160km/h走行対応改造車、JR西日本223系電車2000番台シングルアームパンタグラフ試験車およびリチウムイオン蓄電池駆動試験車、阪急7000系ボルスタレス台車試験車）が、基本的にはそのままの姿で使用され続ける（東急6000系電車 (初代)、阪急8000系PMSM・SiC-VVVFインバータ試験車）。しかし、種車に旧型の車両を選んでいた場合は牽引車や入換車として再利用される場合を除いて廃車される。一部の試験車では運行を開始したが、保守などの取り扱い上の問題から早期に廃車となる例や、先頭車1両のみの場合電装解除の末付随車化されるケース（例：阪急7300系VVVFインバータ試験車）もある。
Cは量産型に合わせた量産化改造が行われ、新形式の一員として使用され続けるものがほとんどである（例：JR西日本207系量産先行車、新幹線700系電車）。しかし量産が中止になったり、量産時に大幅な設計変更が行われたりした場合、その車両は早めに休車され、その後廃車されたり（例：国鉄415系電車クハ415-1901、JR東日本E331系電車）、新形式登場後も引き続き試験用として使用されたりすることもある（例：新幹線N700系電車、新幹線N700S系電車）。また、無事に運用を開始したとしても量産編成の中間に組み込まれたり（例：国鉄201系電車900番台）、区間運転用や支線区での折り返し運用の専属車とされたり（例：近鉄1250系（現在の1420系）、営団6000系1次試作車）、事業用車へ転用されたり（例：東急7200系アルミ試作車）といったケースも多い。量産に至らなかった車両はラッシュ時限定で使用されたり（例：阪急8200系電車）、限定運用とされたり（例：JR四国2600系気動車）、試験用として使用されたり（例：JR北海道735系電車）、改造の末他形式に編入されることもある（例：南海8000系電車 (初代)（現・6000系電車6521F））。中には国鉄207系電車や国鉄713系電車、および近鉄3000系電車など本線で運用されている例もある（国鉄207系は2010年1月6日に、近鉄3000系は2012年に廃車）。国鉄207系は1986年に次世代型VVVFインバータ制御試作車として登場したが、当時はまだ半導体技術が未熟であったため、コストが掛かり過ぎるなどの理由で、同タイプの車両の量産に至らなかった（国鉄分割民営化後にJR西日本が新設計で207系を新造・量産したが、本形式との関連はない）。国鉄713系は九州初の交流専用車の試作車として登場したが、当時の国鉄の財政事情により急行形の車体載せ替えおよび近郊形化改造（717系電車）で必要両数を賄う方針に転換したため、結局8両の先行試作車だけが残ってしまった。近鉄3000系は近鉄初の電機子チョッパ制御、オールステンレス車で、京都市営地下鉄烏丸線への直通運転用として1979年に登場し、概ね良好な成績を残したものの、烏丸線京都 - 竹田間の延伸開業が遅れたこと、同区間が開業した際には既にVVVFインバータ制御が実用段階に入っていたこと、また近鉄ではアルミニウム合金製車体を標準採用するようになっていたため、電機子チョッパ制御やオールステンレス製車体を踏襲する必要性が事実上皆無になっていたことから、同タイプの車両の量産に至らなかった（その後、近鉄は地下鉄烏丸線直通用に3200系を設計・製造した）。また国鉄DE50形ディーゼル機関車のように、量産先行形として試作を行い、実際の営業運転でも良好な成績を残したものの、その後の環境の変化（全国的な電化の進捗）により量産しても需要が見込めないなどとして、結局1形式1両の先行試作機だけが残ってしまったというケースもある。珍しい例としてはJR北海道キハ285系気動車のように、営業運転はおろか試験すら行わずに休車され、廃車解体された車両も存在する。

#### 観光列車・ジョイフルトレインの廃車
観光列車やジョイフルトレインは多くが旧型車の改造によって製造されており、改造の種車自体の車齢が高いものが多い。そういった車両に展望化やハイデッカー化などの工事を行っているため、老朽化も進みやすい傾向にある。またイベント列車専用の改造を実施した例も多く、他線区への転属も難しい。そのため、その列車が廃止されればそのまま廃車される場合も多い。
これらの車両が残存する場合には次のようなものがある。
団体専用車になる場合
イベントトレイン・ジョイフルトレインは元々団体用の車両の場合が多く、これが最も多いパターンである。ほぼ無改造で転用される場合がほとんどであるが、一部の客車列車などには欧風→和風の改造（逆もあり）など内装の変更が行われる場合もある。
このパターンではJR西日本のキハ65形「エーデル」・「シュプール&リゾート」改造車などがある。
別のジョイフルトレインに改造される場合
経年の浅い車両では再改造されて別のジョイフルトレインになる場合もある。JR九州キハ183系気動車がよい例で、「オランダ村特急」→「ゆふいんの森（II世）」→「シーボルト」→「ゆふDX（赤→黄）」→「あそぼーい!」と5回も変わっている。
このパターンの場合の改造は主に内装とカラーリングの変更を中心に行われる。
全く別の車両になる場合
非常にまれなケースではあるが、実例もいくつか存在し、クロ212-1がクヤ212-1U@tech試験車に改造された例などが挙げられる。
一般車に戻される場合
改造が塗装の変更など少しであった場合や、各種ビアホールトレインなど元々期間限定であった場合などに行われる。元に戻った後は他車と全く区別が付かなくなる場合もしばしばである。また戦後の混乱期には車両数を確保するために展望車などを改造したこともあった。
例としては前者に名鉄1000系電車「ブルーライナー」、後者には江ノ電の納涼電車などが挙げられる。
一般車に格下げされる場合
これには2パターンあり、元々グリーン車や座席指定の車両を普通車（自由席）にする場合と運用がなくなったイベントトレインとジョイフルトレインを一般車と共通運用にする場合がある。
前者の場合リニューアル改造などが同時に行われることも多いが、後者の場合は無改造であったり座席の固定化などの簡単な改造で済ますことも多い。
前者の例では東日本旅客鉄道（JR東日本）の「のってたのしい列車」（「Kenji」など）、後者では近江鉄道700系電車や国鉄色復元車（例：JR九州キハ58･65形「TORO-Q」用車両）もこれに含まれる。
戦中・戦後の混乱期には輸送力を確保するため、一等寝台車などを三等車（普通車）に改造した例もあった。
地方私鉄に譲渡される場合
JR・大手私鉄では余剰となった車両でも、地方私鉄では重要な戦力になる場合も少なくない。
後述のようにその鉄道会社に合わせた改造が行われることがほとんどだが、内装はそのまま使われることも多い。
ジョイフルトレインではわたらせ渓谷鐵道の「サロン・ド・わたらせ」（旧｢やすらぎ」）や富士山麓電気鉄道の「フジサン特急」（初代、旧「パノラマエクスプレスアルプス」）、イベントトレインとしては三陸鉄道36-300形気動車（横浜博覧会協会より譲受）といった例が存在する。

#### 特別廃車
日中戦争が勃発した1937年以降、軍の要請により日本が支配する外地（植民地）の鉄道整備のため、鉄道省に在籍する車両が改造のうえ彼地へ送られた。これを一般に戦時供出といい、対象となった車両には特別廃車の手続が取られた。
1937年から1938年にかけては、主に中国の華中鉄道や華北交通向けに9600形やC51形などの蒸気機関車のほか、スハ32600形客車やキハ40000形、キハ42000形気動車などが、標準軌に改造のうえ供出された。
太平洋戦争が始まると、今度は南方のタイやビルマ、海南島などの占領地で建設された軍用鉄道向けに、多数の機関車が供出された。泰緬鉄道に供出されたC56形が代表的であるが、C12形、C50形、C58形、D51形なども対象となっている。これらは1m軌間に改造のうえ発送されたが、途中で輸送船が撃沈されるなどして失われたものも多い。
戦後残ったものは所在する国に接収され、その国の鉄道で使用された。タイ国鉄に引き継がれたC56形のようにその後の消息が比較的聞かれ、その後日本に帰還したものもあるが、ほとんどの消息は不明となり人知れず異郷の土となった。

### 被災廃車
事故・自然災害・テロ行為等による被災で損傷し廃車となることもある。JR福知山線脱線事故の当該編成JR西日本207系Z16編成や、信楽高原鐵道列車衝突事故の当該車であるJR西日本のキハ58 1023・信楽高原鐵道SKR200形気動車2両、東北地方太平洋沖地震（東日本大震災）による大津波で被災したJR東日本E721系電車P1・P19編成および205系電車M9編成、2002年9月26日の名鉄名古屋本線踏切事故で被災した名鉄1000系、2010年1月29日の函館本線踏切事故で被災した789系HL1005編成、2019年9月5日に京浜急行本線神奈川新町第1踏切衝突事故で被災した京急新1000形1137編成に見られるような原形を留めない場合や、そうでなくても修理費用が新製とほとんど変わらなくなったり（東北地方太平洋沖地震による大津波で冠水した三陸鉄道36-100形気動車104・203・205の例など）、あるいは当該車を修理して営業運転に復帰させるよりも、新製するほうが費用が安い場合（令和元年東日本台風〈台風19号〉による千曲川決壊で冠水し120両が廃車となった北陸新幹線、海外ではスマトラ島沖地震、大邱地下鉄放火事件、ロンドン同時爆破事件、マドリード列車爆破テロ事件、2022年ロシアのウクライナ侵攻の例など）が典型例である。
しかしながら、鉄道車両の場合は台枠と呼ばれる部位について、歪んだり変形したりした場合その修復は極めて難しく、新潟県中越地震で脱線した新幹線200系電車K25編成など修復可能のように見える車両であっても実際には修理不能として事故廃車（K25編成は修理不可というよりも脱線の状況の研究のために廃車となった）となったり、昭和57年台風第10号による集中豪雨で王寺駅構内での100両もの大量冠水事故が発生した際は、同様の被害を受けたにもかかわらず車齢の差もあって101系電車60両が廃車となったのに対し、113系電車40両は修復を受けて復旧している。また、車体のダメージがなかったり修理可能であったとしても、事故地点の地形的な問題から車体の搬出が困難であったり、被災路線の迅速な復旧作業に支障が出ると判断された場合、または人命救助が優先される場合、現地で解体されることもある（大村線の踏切事故で被災したキハ200-1011や、芸備線の土砂崩れにより横転したキハ120-358、東日本大震災で被災したキハ100-30・38、阪神・淡路大震災で被災し41両が廃車となった阪神電車の例など）。
- 日本一短命の鉄道車両は、わたらせ渓谷鐵道わ89-100形わ89-102号車で、実働期間は1989年3月29日から同年5月14日までの約1ヶ月半だった。
- 損傷が激しい事故廃車の場合、基本的に現地で解体されることとなるが、警察や検察、裁判所から証拠物件の保持命令が出された場合はそれが解かれるまで、除籍は一切できない。そのため、2005年4月に発生した鉄道事故であるJR福知山線脱線事故のJR西日本207系S18編成は、2011年に返還されるまで留置され続け、2024年まで除籍されないままであった。三鷹事件の際の先頭車であった国鉄63系電車モハ63019の場合、裁判の資料として事件後十数年間に渡って留置され続けた（その結果、モハ63形が実際には消滅したかのように見えていたが、長年1両だけ残存していた）。
- 被災廃車となった分は補填をしなければならないため、当該車両が古い場合、あるいは既に製造停止になっていた場合は他形式の車両を回す（最新型の車両を追加で新造投入[注釈 11]）か、編成替えや運用の変更で代替車両をまかなうこととなる。まだ新しかった場合には同じ形式の車両を新造する。これを代替新造と呼ぶ。ただし、事故車が廃車対象車であったり、残った車両が編成両数の半分未満である（6両編成の場合は3両未満、7両編成の場合は4両未満）場合、また相鉄3000系電車（2代目）や阪急2200系電車のように1形式1編成などの異端形式であった場合、前者のように残った車両も全て廃車されるか、あるいは後者のように他形式へ改造編入されるなどのケースもある。また、京王8000系電車の場合、事故廃車となった先頭車の代わりに新造の費用が比較的安い中間車を製造し、編成替えを行って先頭車を捻出して事故車の2代目とした。阪神・淡路大震災で被災した阪急3100系電車3109号車が廃車された際の事例では、編成中間に組み込まれていた3000系の制御電動車3022号車に3100系の電装品を取り付け改造して代替車とし、休車となっていた2021系の中間付随車2171号車を電装化して2代目3022号車とした[注釈 12]。前述の851系は1編成しかないにもかかわらず部品確保用の車両を使用して復帰することや名鉄1380系電車のように修理改造までして残すのはかなりまれな例である。事故車が廃車対象車の場合は代替車が既に発注済みの場合もあり、その場合は追加で投入せずに発注済みの分だけでまかなわれることもある（南海7100系7185Fがその例）。代替車両の補填が困難な場合は運転本数や編成両数の削減、系統分割などダイヤの見直しを行なう場合もある。ただし、新しく残った車両が編成両数の半分以上でも前述のE233系電車1000番台サイ177編成や京急新1000形1137編成のように全車廃車となるケースも存在する。
- 鉄道車両には1両毎に番号が付いている。代替新造された車両には、事故廃車となった車両の番号と同じものを付けて新造する鉄道事業者もあるが、廃車車両と番号を区別する必要がある、事務上の処理において障害になる、あるいは縁起が悪いなどの理由から新しい番号を付番して、事故廃車となった車両の番号は欠番とする鉄道事業者もある。
  - 例えば、営団地下鉄（当時）で営団5000系電車5818・5252号が荒川鉄橋上で竜巻に巻き込まれて脱線した際、同じ番号で5000系電車を製造し直し、JR東海でN700系X59編成1号車783-2059が新横浜 - 小田原間を走行中に焼身自殺を図っての放火に遭った際、同じ番号で1号車を製造し直した[注釈 13]が、阪神電気鉄道では、阪神・淡路大震災で被災した阪神8000系電車の代替新造車は8223→8523のように、元の番号に+300を付番している。九州旅客鉄道（JR九州）で長崎線特急列車脱線転覆事故で被災した885系の代替新造車は元の番号に+400を付番している[注釈 14]。国鉄183系電車の内房線で踏切事故に遭遇し大破したクハ183-17の代替新造車は続番のクハ183-39で新造されている。高山本線で落石に衝突、大破したJR東海キハ85系気動車のキハ85-107の代替新造車は続番のキハ85-119で新造されている。先述の台風による冠水被害で廃車となったE7系・W7系は、元の番号は使用せず既存編成の続番で製造されている。
  - 代替新造ではないが、大阪市交通局（現・大阪市高速電気軌道）ニュートラム南港ポートタウン線用の200系の場合、100系13編成が暴走事故を起こし大破・廃車されたことからか、欠番にしている。
- 車体全体あるいは車両そのものを製造し直し修理復旧扱いで再度営業運行に投入する例もある（大月駅列車衝突事故で大破したJR東日本E351系電車S3編成や2008年の脱線事故（踏切障害に伴う）で大破したJR東日本E233系電車青661編成など。これらの場合は事故車の部品を流用することが多い。通常は同じ番号で製造し直されるが、乗用車と衝突し大破したJR東海313系電車の代替新造車は修理復旧扱いではあるものの元の番号に+100を付番している）。極端な例としては東武鉄道があり、基本的に事故車は修理する方針のため8000系など踏切事故で過去に大破した車両がある[注釈 15]にもかかわらず、生産から30年以上経った2004年まで廃車は1両もなかった。8000系は車体と機器の大半を再度製作した上で新造に限りなく近い形で復旧させた。同社で事故廃車扱いにされた車両は踏切事故に遭遇した7800系の7808Fおよび電気系統の火災に遭った5070系の5174F、8134F/8523Fのみであり、かつて2000系[注釈 16]が営団地下鉄日比谷線内で電気系統のトラブルで火災が発生し、全焼した時や、営団日比谷線脱線衝突事故で東武20000系電車[注釈 17]が営団03系電車[注釈 18]と衝突、大破した時も同番号での修理復旧となっていた（営団03系は廃車）。また、事故廃車となった7800系にしても、その台車や機器類は修理して保管され、のちの7800系の5000系列への更新の際に利用されている。

連接車やユニットモーター車など構造的に複数両数で1セットとなる車両においては、製造中止になっている場合、その中の1両でも廃車になると残った車両はそのままでは使えず、代替新造もできないということで再利用不可能となり、廃車される場合もある。ユニットモーター車の場合は電装解除して付随車（もしくは運転台を取付て制御車）となることもある（クハ111-1201など）。
車両の損傷ではなく機器類の故障だけでも廃車されたケースもある（連結器のショートによる電源故障でオーバーランした名鉄1850系電車の1853編成や落雷による制御器故障で走行不可能となった近江鉄道800系電車の801編成がその例）。
事故から復旧しても、加速やブレーキ作動時の挙動に特有の癖が出る、あるいは故障が多発するなど不具合が残る場合もある。そういった場合、モーターを載せ換えるなどの修理を行うが、修理工程が新製に近いものになる、もしくは縁起が悪い、取り扱いが他の車両と異なるなどの理由で乗務員や検修員から極端に嫌われると、廃車処分される場合もある。例として、JR西日本所有のEF66形電気機関車55号機が、1992年に山陽本線で線路内に転落したトレーラーに衝突して大破、のちに修理され運用に復帰したが、蛇行動など不具合の頻発により、乗務員から敬遠され、他の車両より早く廃車されたケースがある。DD54形2号機も急行「おき」機関車脱線転覆事故で脱線転覆、のちに現役復帰したが、液漏れの多発のため廃車となり、DD54形1号機が1966年に落成したばかりであるにもかかわらず、DD54形は12年後の1978年に形式消滅した。
非常に稀な話だが、被災した車両が全く別の車両になるケースも存在する。例えば令和2年7月豪雨で被災したキハ220-1102（元「なのはなDX」）が多機能検測車BE220-1「BIG EYE」に改造された例が挙げられる。
また、自然災害で車両自体は無傷でも、走行する路線が災害によって全面運休になり、経営基盤が貧弱な鉄道会社においては、膨大な復旧費用を捻出することができずに、廃線となった結果、車両が廃車になる場合もある（高千穂鉄道など）。

#### 戦災廃車
鉄道は物資輸送や生産の面で、戦争遂行において重要な役割を果たすことからその機能を削ぐことは戦争に勝利するための戦略の一つとなる。そのため、鉄道はしばしば敵対勢力からの重要な攻撃目標となる。鉄道車両もその一要素をなすものとして攻撃対象となり、戦場となった地域では多くの車両が空襲や艦砲射撃、機銃掃射などによって破壊された。また、退却の際に鉄道施設を敵対陣営に使用させないため、自軍の手により破壊されることもある。
日本においては、太平洋戦争末期の空襲により多くの車両が焼失した。これらは戦後に除籍されたが、戦後に発生した輸送状況の逼迫を打開するため、廃車体の一部は応急的に復旧されて復籍し、復興輸送の一翼を担った。一部は私鉄に譲渡されている。しかし、これらは火災の際の熱により台枠等の基本構造にダメージを受けていたり、復旧自体が物資不足の時期におこなわれた応急的なもので品質が悪く、多くは早期に非旅客用車両への転用や車体更新が行われた。

### 車体振り替え
旧型車の置き換えの際に置き換え対象車の廃車の手続きを取らず、新規導入車を置き換え対象車両の改造名義で振り替えてしまう事例もあり、一部の私鉄ではかつては多く行われていた（東武鉄道の200系や6050系のほか、近年まで運行されていた5000系列および3000系列はこの手法を応用した形である）。こうした振り替えを繰り返していくと、実車はどう見ても新車であるが、書類上は100年以上も前の車両の改造車ということも起こりうる（いわゆる「テセウスの船」）。鋼体化改造や事故車の復旧名義による代替新造も広義にはこの範疇に含まれ、車体新造や部品流用だけでなく他事業者から購入した中古車体（台車や機器まで含めた一切合財）によることもある。こうした場合、名目上車籍は存続しているものの、旧車体が振り替えられて解体された時点で実質的に廃車になったと見るべきである。
こうしたケースは、改造として当局に届け出られるべき事項であるが、まれに無届のまま現車の振り替えが行われてしまうことがある。振り替え事例は私鉄ばかりでなく国鉄においても見られた（60系客車や413系・717系電車、キハ38形気動車など）。ほか、名目上の最古の現役機関車であるJR九州の8620形58654号機も新造時の部品がほとんど残っていないため、事実上の振り替えになる。

## 廃車の解体

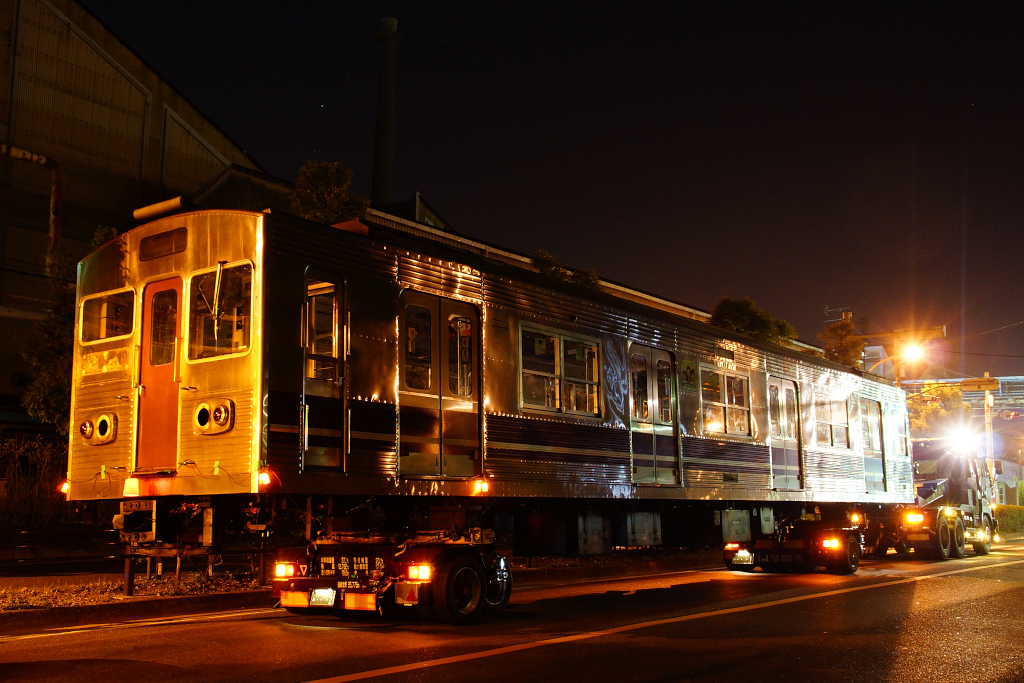
解体業者まで陸送される廃車車両。前照灯・ナンバープレートなどが取り外されている

### 解体前
解体される場合、該当車両は解体場まで回送され、解体を待つことになる。これを廃車回送といい、解体場に到着した時点で除籍され、正式に廃車となる。また、廃車回送列車に乗客を乗せて臨時団体列車に仕立てる企画が実施される事例もある。
動力がない場合や検査切れなどで自走できない場合は、機関車など他の動力車に牽引されて回送される。JR東日本では電車を牽引するための連結器を装備した電気機関車を、車両輸送用の専従車として使用している。

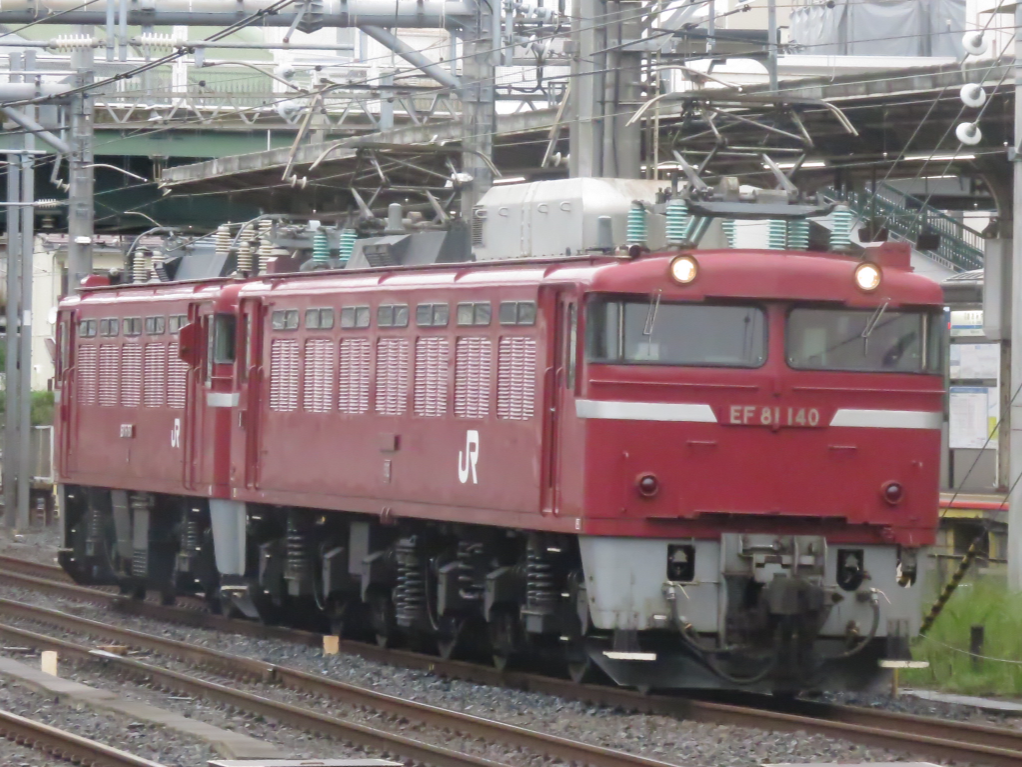
廃車のため秋田総合車両センターへ回送されるED75 757号機

解体場は車両基地や工場の片隅を使用することが多いものの、環境面の問題（主に沿線自治体の条例）から、大手私鉄では自社での解体作業を行わず、廃車体をトラックやトレーラーに積載し、解体業者まで陸送する場合も多い。

例えば、群馬県館林市にある東武鉄道の北館林荷扱所（資材管理センター北館林解体所）には専門の解体業者が駐在し、東武自社のみならず、関東私鉄他社の廃車解体も引き受けている。

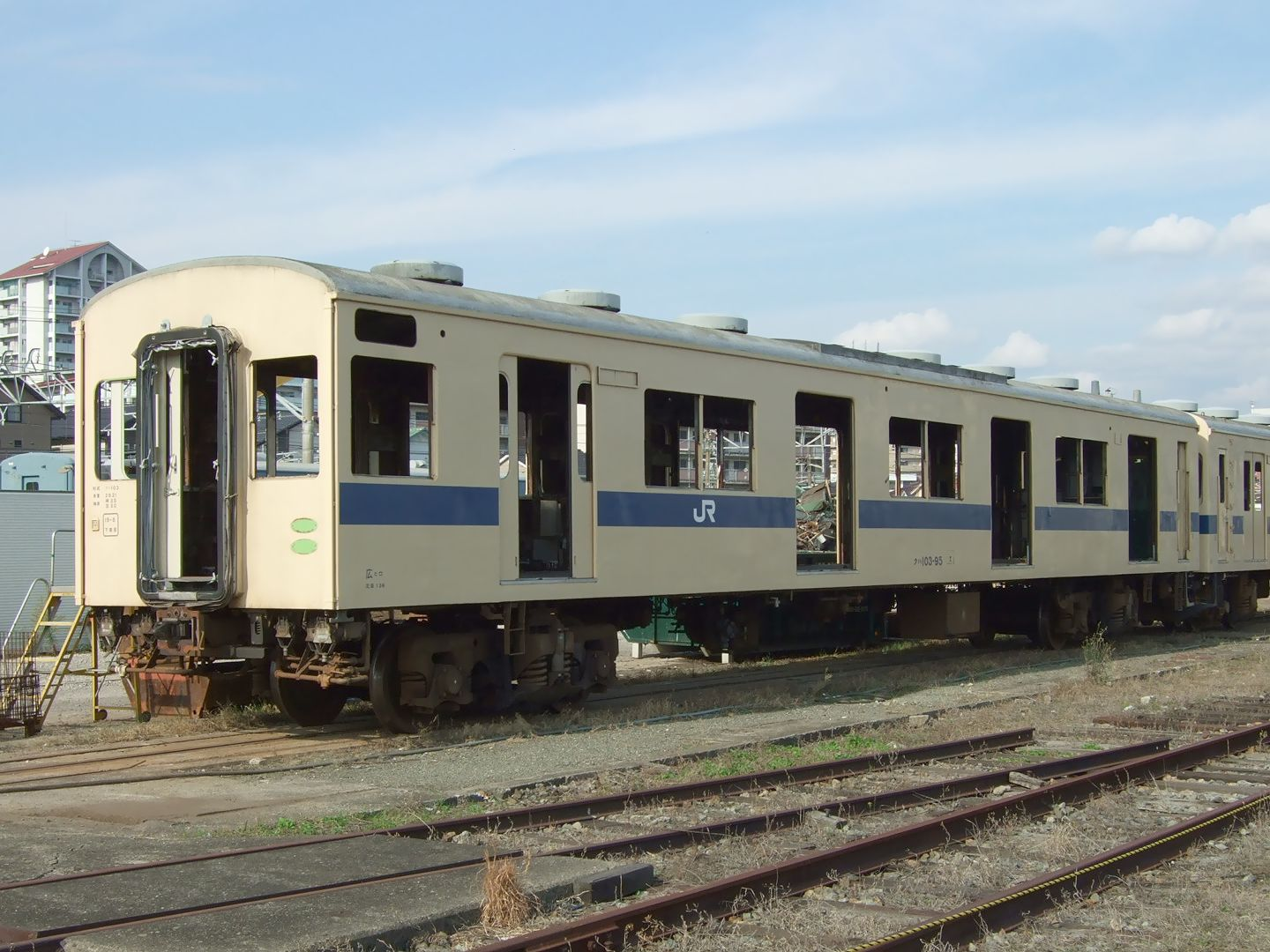
廃車解体作業中の電車。窓ガラス・冷房装置・ドア・内装材などが取り外されている

### 解体手順
解体の順番が来ると編成を解かれ、入れ換え機械（アント）により解体線に移されて解体作業が始まる。おおまかな手順は以下の通り。
1. 機器や内装を取り外した後、バーナーで真横に焼き切り、重機（油圧ショベルのアタッチメントを替えたり、クレーンなどを使って裁断する。フォークリフトを使う場合もあり）を使って上部を外す。さらに下部も台車から外す。最終的にさらに裁断する。
2. 機器や内装装置を外した後、重機（油圧ショベルのアタッチメントを解体用のものに替えて使用する）を使って裁断していく。
3. 重機は使用せず、バーナーのみ使い手作業で解体していく。補助的にフォークリフトや小型クレーンを使うこともある。

- JRには解体場が複数あるため、3つの方法すべてで解体されている（JR東日本の場合、解体業者との契約は各工場毎のため、旧大船工場では1、旧大宮工場大成地区（現在の鉄道博物館がある場所）では2など、各工場で異なっていた）。
- 解体業者に委託している鉄道会社の場合、既に台車や機器が取り外された車体のみで送られて来るので、2の方法が多い。
- 東京地下鉄や東葉高速鉄道などでは、特に機器や内装装置は外さず、そのまま重機で解体した後に分別していた。しかし現在は、内装等を取り外し、ほぼ鋼体のみにして解体している。
- 東海道新幹線浜松工場では、1の形を応用した廃車解体専用の特殊な設備を使用する（まず屋根を電動カッターで外す→妻面を電動カッターで外す→車体下部を電動カッターで切断→切断した車体と床をまとめて細かく切断、となる）。
- 半鋼車が多く環境規制が緩やかだった時代には、車体に放火して木造の内装や座席等を焼却し、焼け残った構体等のみを解体する方法も用いられた。大気汚染の原因となるなどの問題から、日本の現行法規では禁止されている。
- 解体中には火災が発生する可能性があるため、ホースで水を撒きながら重機を使って解体をする。

### 解体後

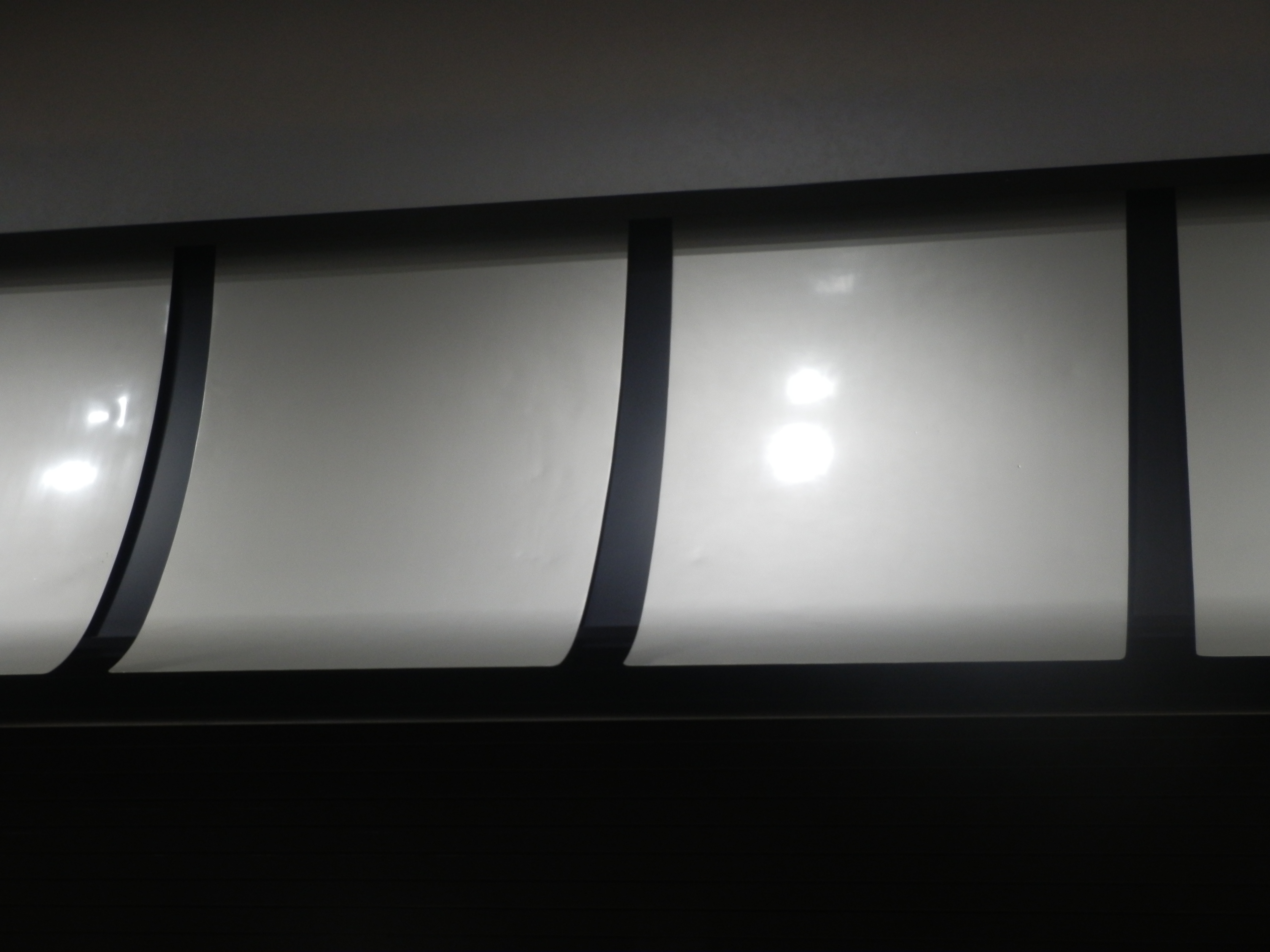
新幹線700系の車体を再利用した東京駅のインテリア

解体された後は基本的に産業廃棄物として処分されるが、再生可能な場合はリサイクルされ、新車製造の際に再利用される場合もある（営団05系電車（第24編成）や新幹線N700S系など）。取り外した機器などは他の車両の予備として残されたり、他の鉄道事業者向けに中古部品として販売されることもある。
ナンバープレートや銘板は、車両基地の一般公開やイベント時に即売会や鉄道会社の通販などで販売されたり、競売にかけられることもある。しかし、近年では悪戯防止や金儲けの転売を阻止する目的や、廃車車両に含まれていたアスベストの問題が表面化したことから、販売されず鉄道会社の倉庫に死蔵されたり、廃車と同時に廃棄処分されることも多くなっている。
JR東日本では東日本大震災の寄付金を集める目的で、東京駅に保管されていた鉄道部品を競売にかけたことがあった。
特殊な例として、廃車解体の様子を配信しながら、取り外された部品をその場で販売するという企画が、動画共有サイト「ニコニコ動画」のイベント『ニコニコ超会議』で行われた。

## 廃車の再活用

### 鉄道車両における3R
1. リデュース
製造時からアルミ合金など鉄道車両の構体の素材の種類を統一するなど車両規格を統一したり部品を共通化することで解体時に再利用できる割合が増加してきている[14]。
2. リユース
他社への譲渡、博物館や車両基地、公園、研修機関での保存、民間への売却などがある[14]。
3. リサイクル
解体時の分別、部材の他の車両への再利用など[14]。

### 他の鉄道事業者への譲渡
廃車後、他の鉄道事業者へ譲渡される車両もある。
大都市では性能的に古くなった車両ではあるが車体や機器は極端に劣化しているわけではなく、高速走行が少なく保守に手間がかけられる地方の私鉄から見れば高い品質性能を保っていることが多く、線路がつながっていたり系列会社であったりすればなおさら交渉もスムーズに行われやすい。
例えば能勢電鉄の車両はすべて阪急電鉄から譲渡されたものである。また、旧性能電車を使用していた頃の新京成電鉄は京成電鉄から譲渡を受けていた。さらに直通運転を行なっている事業者同士であれば車両規格や保安装置が共通であることから譲渡としては好都合となる。この形で譲渡された車両には営団5000系電車→東葉高速鉄道1000系電車や京急1000形電車 (初代)→北総開発鉄道7150形電車などがある。特異な例では、子会社から本社に譲渡された大阪府都市開発3000系電車→南海3000系電車の例がある。
車両丸ごとだけではなく、台車や車体・あるいは部品1個単位といったいわゆる「バラ売り」で譲渡されることがある（元営団の3000系電車が銀座線の2000形電車や京王電鉄の5000系電車の譲渡用に台車を提供した例や、営団5000系の冷房用電源装置を長野電鉄が通勤車冷房化用に譲り受けた例など）。
譲渡に際しては無償での譲渡となる場合も多いが、比較的新しい車両やグレードが高い車両の場合には有償で譲渡（売却）されることもある。また、譲渡先の設備に合わせた車両改造を譲渡元の鉄道会社に委託する場合、その費用を合算することもある。
災害で全線運休となった鉄道会社から、他の鉄道会社へ譲渡される場合もある。2005年9月6日の台風14号による暴風雨で鉄道設備に甚大な被害を受け、全線運転休止（のちに会社解散）となった第三セクター鉄道の高千穂鉄道より、JR九州へTR-400形2両と、第三セクター鉄道の阿佐海岸鉄道にTR-200形1両がある。
特殊な例では東急3700系電車→名鉄3880系電車という大手私鉄同士での車両譲渡がある。これは、1973年（昭和48年）の第一次オイルショックの影響から急増した利用客対策として導入が決まったもので、自社の3800系と同じく運輸省規格型A'形で、なおかつ搭載するTDK-528系主電動機が当時名鉄に在籍した自動加速制御の吊り掛け車（AL車）各形式と共通機種であったことから譲渡に至った。
2024年には小田急8000形電車→西武8000系電車といった事例（他にも東急から9000系を譲受する予定あり）もあり、西武鉄道ではこれらの譲受車をサステナ車両と呼んでいる。
太平洋戦争中は鉄道車両も統制物資の一つとなり、中古車両の譲渡も政府機関の鉄道軌道統制会を通じて行われた。戦後の復興期には輸送状況の逼迫を打開するため、大型の新製車両を大手私鉄に割当てる代わりにその会社の保有する小型車や中型車の地方私鉄への譲渡義務付けが政策的に行われたことがある。こちらも参照。戦前・前後は仲介業者を通じての売買や、私鉄経営者協会（日本民営鉄道協会の前身）発行の会報『経協旬報』といった業界誌への譲渡・譲受希望広告といった方法などが使われた。近年では一般向けの鉄道雑誌である『鉄道ピクトリアル』に広告が掲載されたことがある。
2000年代に入ると大手私鉄→地方私鉄のみならず、第三セクターや地方私鉄相互間での譲受も見られるようになった。大手私鉄の多くが20m級の大型車両を製造し、地方私鉄で需要の多い16 - 18m級の小、中型車両の製造が少なくなっていること、また現状で残っている大手私鉄16 - 18m級車の多くが第三軌条方式や標準軌用のもので譲渡先の地方私鉄と仕様が大きく異なり、改造費用が多くかかることなども一因とみられる。
その一方首都圏を中心とした各社では引き続き、車両交代時期に入った車両の廃車が続出しているが、そのまま解体されることも少なくない。改造に高い加工技術が要求されるステンレス車やアルミ車ばかりになったこと、機器の耐久性に劣るインバータ車が多くなり改造時に制御器の載せ買えが必要になるなど改造費の高騰化が顕著になったことに加えて、一般形電車と呼ばれる安価かつ他社車両と同規格で造れる電車が出現したのも一因となっている。
これについては鉄道会社によっても考え方があり、積極的に譲渡先を探す鉄道会社もある。例えば、東急電鉄では昔から地方私鉄への譲渡実績が多い。西武鉄道や京王電鉄なども同様で、東急テクノシステムや京王重機整備といった傘下の車両整備会社の活動が活発なこともある。逆に東武鉄道や近鉄は廃車車両の機器を自社で再利用することが多かったことから、かつては譲渡実績がほとんどなかった。特に関西私鉄の車両は更新して自社で長期間使用する事業者が多いことから、先の阪急電鉄の例を除いて他社への譲渡は少数に留まっている。
旧国鉄では気動車の譲渡は盛んに行われていたが電車が譲渡される事例は秩父鉄道に譲渡された101系など少数に留まっていた。JRになってからもしばらく電車の譲渡事例は少なかったが2000年代以降民営化前後に製造された車両が置き換え時期になるとJR東日本やJR東海で廃車になった電車の譲渡が盛んに行われるようになり中にはこれまで使われていた大手私鉄の譲渡車をJRからの譲渡車に置き換える事例も増えている。また、整備新幹線の開業により並行在来線が第三セクターに経営移管された場合にJR時代に使われてた車両がそのまま第三セクターに引き継がれるケースも多い。

#### 譲渡に伴う改造
譲渡される場合は、相手の鉄道会社の設備に合わせた車両改造が必要になる。主なものは次のとおり（すべてが実施されるとは限らない。無論、これ以外の改造が行われることもある）。
- 先頭車化改造（具体的には短編成化における運転機器の取り付け）
- トイレの設置・撤去
- 保安装置の改造（取り付け・取り外し）
- モーターの改造（搭載車両の変更・出力の変化（電圧が異なる場合に多い）、電装解除など）
- 台車の改造・交換（軌間の異なる場合に多い）
- 集電装置の改造（第三軌条集電→架空線集電など）

転用先がワンマン運転をしている場合、当該路線のニーズに応じて自動放送装置やデッドマン装置・緊急列車停止装置、運賃回収機・乗車駅証明書発行機、バックミラーの設置が行われたり、ドア回路についても特定ドアのみの開閉が可能なように改造が行われる。また、わたらせ渓谷鐵道のトロッコ列車「トロッコわたらせ渓谷号」の客車の中間車用として京王電鉄から譲渡された5000系は、譲渡に際して冷房装置の取り外し、電装の解除、内装の変更、窓周りの改造などといった種車の原形を留めない大幅な改造が行なわれている。
転用を期に各部のリニューアルが行われたり、非冷房車ならば冷房装置が取り付けられることも多い。
なお、譲渡の際は車両形式も変更することが一般的だが、一部の事業者では譲渡前と同じ形式（稀に同一の車両番号）を名乗るケースもある。

#### 地方私鉄・第三セクター鉄道に譲渡された国鉄 (JR) ・大手私鉄・公営地下鉄の車両
※下記には譲渡先で全廃となったものも含まれている。

##### 譲渡元で現在も稼動している車両
- JR東日本
  - 205系
    - 富士山麓電気鉄道

  - 209系
    - 伊豆急行

  - 701系
    - 青い森鉄道
    - IGRいわて銀河鉄道

  - E127系
    - えちごトキめき鉄道
- JR東海
  - キハ11形
    - ひたちなか海浜鉄道
    - JR東海交通事業
- JR西日本
  - 521系
    - IRいしかわ鉄道
    - あいの風とやま鉄道
    - ハピラインふくい
- 東急電鉄
  - 1000系
    - 上田電鉄
    - 伊賀鉄道
    - 一畑電車
    - 福島交通
- 西武鉄道
  - 101系
    - 上信電鉄
    - 秩父鉄道
    - 近江鉄道
    - 三岐鉄道
    - 伊豆箱根鉄道（駿豆線）
    - 流鉄
- 近畿日本鉄道
  - 16000系
    - 大井川鐵道
- 南海電気鉄道
  - 6000系
    - 大井川鐵道

  - 22000系（→2200系・2230系）
    - 熊本電気鉄道（→200形）
    - 和歌山電鐵（→2270系）
    - 銚子電気鉄道（→22000形）
- 阪急電鉄
  - 7000系
    - 能勢電鉄（→7200系）

##### 譲渡元で既に全廃となった車両
- 日本国有鉄道
  - キハ20系
    - 津軽鉄道（JR東日本車）
    - 下北交通（2001年に廃線）
    - 弘南鉄道黒石線（1998年に廃線）
    - 鹿島臨海鉄道→茨城交通（現・ひたちなか海浜鉄道）
    - いすみ鉄道（JR西日本車）
    - 水島臨海鉄道（一部、JR四国・JR西日本車）
    - 島原鉄道（一部、JR四国車）
    - 南阿蘇鉄道

- JR東日本
  - 101系
    - 秩父鉄道

  - 113系
    - 伊豆急行

  - 417系
    - 阿武隈急行

  - 165系・169系
    - 秩父鉄道
    - 富士山麓電気鉄道
    - しなの鉄道

  - 107系
    - 上信電鉄

  - キハ35系
    - 関東鉄道（常総線）
    - 会津鉄道
    - 水島臨海鉄道

  - キハ37形
    - 水島臨海鉄道

  - キハ38形
    - 水島臨海鉄道
- JR東海
  - 119系（→Mc7000系）
    - えちぜん鉄道

  - 371系
    - 富士山麓電気鉄道

  - キハ85系
    - 京都丹後鉄道

  - 211系
    - 三岐鉄道
    - 流鉄
- 営団地下鉄・東京メトロ
  - 2000形
    - 日立電鉄（2005年廃線）
    - 銚子電気鉄道
- 小田急電鉄
  - 10000形「HiSE」
    - 長野電鉄

  - 20000形「RSE」
    - 富士山麓電気鉄道
- 相模鉄道
  - 2000系
    - 銚子電気鉄道（車両としての譲渡ではない）
    - 日立電鉄
    - 伊豆箱根鉄道
- 京王電鉄
  - 2000系
    - 伊予鉄道

  - 3000系
    - 上毛電気鉄道
    - アルピコ交通
    - 岳南鉄道（現・岳南電車）
    - 北陸鉄道（浅野川線・石川線）
    - 伊予鉄道

  - 5000系 (初代)
    - わたらせ渓谷鐵道
    - 富士山麓電気鉄道
    - 高松琴平電気鉄道（琴平線）
    - 伊予鉄道
    - 一畑電車
- 東急電鉄
  - 初代5000系・5200系
    - 福島交通
    - 上田交通（現・上田電鉄）
    - 長野電鉄
    - 松本電気鉄道
    - 岳南鉄道
    - 熊本電気鉄道

  - 7000系 (初代)・7700系
    - 弘南鉄道（弘南線・大鰐線）
    - 十和田観光電鉄（2012年廃線）
    - 福島交通
    - 秩父鉄道
    - 北陸鉄道（石川線）
    - 水間鉄道
    - 養老鉄道

  - 7200系
    - 上田交通
    - 豊橋鉄道
    - 大井川鐵道

  - 8000系
    - 伊豆急行
- 西武鉄道
  - 401系
    - 上信電鉄
    - 三岐鉄道
    - 近江鉄道

  - 701系・801系
    - 上信電鉄
    - 流鉄
    - 伊豆箱根鉄道
    - 三岐鉄道
- 都営地下鉄
  - 6000形
    - 秩父鉄道
    - 熊本電気鉄道
- 名古屋市営地下鉄
  - 250・700形・300形・1000形
    - 高松琴平電気鉄道
- 名古屋鉄道
  - 7300系
    - 豊橋鉄道7300系

  - キハ8500系
    - 会津鉄道キハ8500系（AIZUマウントエクスプレス）
- 愛知環状鉄道
  - 100系
    - えちぜん鉄道
- 南海電気鉄道
  - 21000系
    - 大井川鐵道
    - 一畑電車
- 京阪電気鉄道
  - 3000系 (初代)
    - 大井川鐵道（大井川本線）
    - 富山地方鉄道
- 伊予鉄道
  - 800系（もと京王帝都2010系電車）
  - 700系（もと京王帝都5000系電車）
    - 銚子電気鉄道

#### 国外の鉄道事業者への譲渡

##### 日本国外に譲渡された事例
日本国内のみならず、国外の鉄道事業者への譲渡が行われることもある。

##### インドネシアの中古車両輸入禁止方針
インドネシア政府は2020年以降の新たな中古車両の輸入を禁止する方針を打ち出している。ただし、国営の鉄道車両製造メーカーであるインダストリ・クレタ・アピ（INKA）の製造した車両の信頼性は未だ低いとされているため、インドネシア運輸省の定める「車齢30年規制」に対して、インドネシア通勤鉄道（KCI）は「更新後30年」という解釈をとっている。一方、INKAでは輸出車両やインドネシア国内向けのLRT等の製造も予定されており、製造ラインに余裕がないため中古車輸入特例の延期があるか注目されている。

### 保存展示や個人などへの譲渡

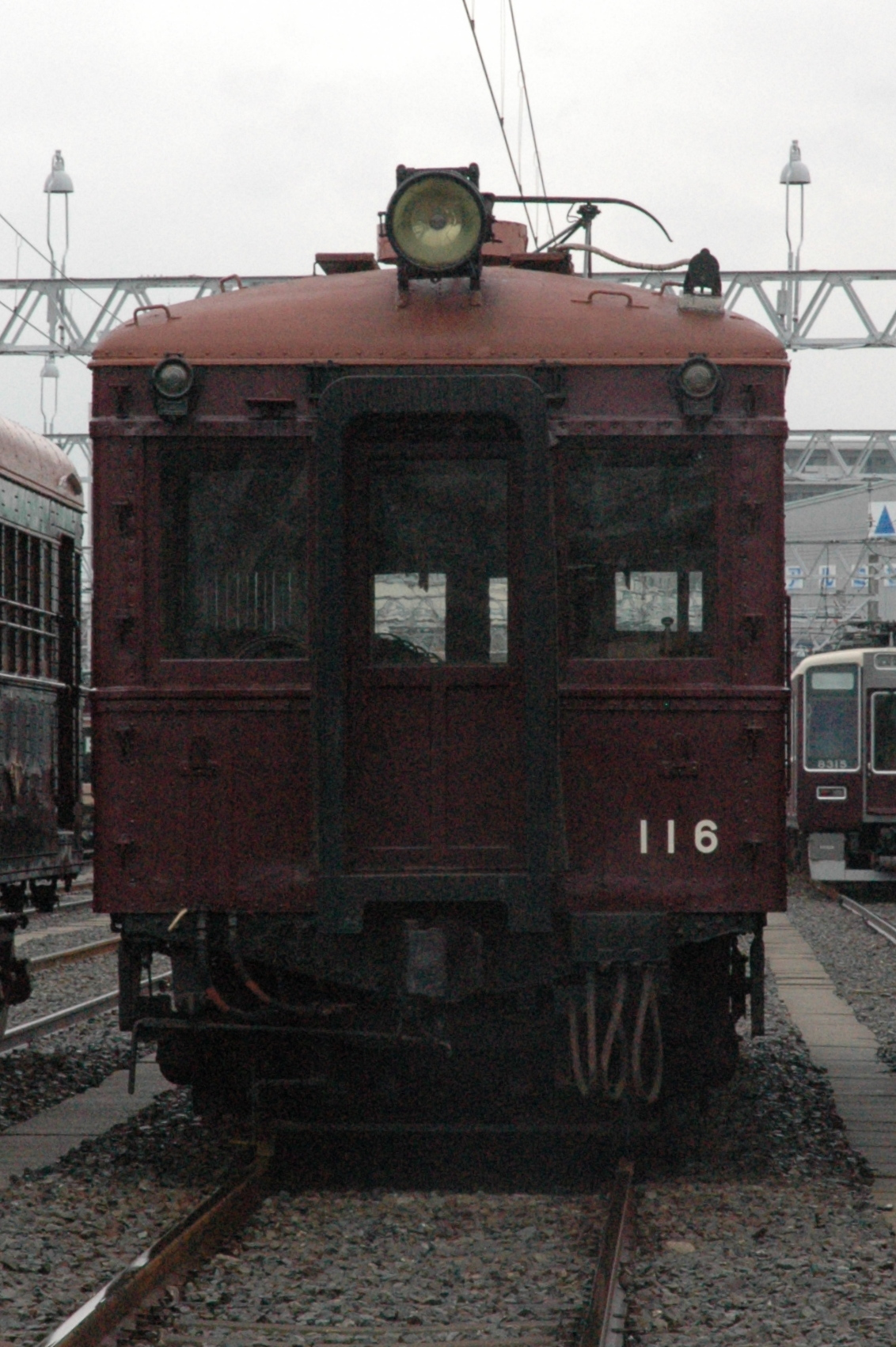
阪急電鉄正雀工場にて動態保存されているP-6（デイ100）形電車

廃車車両のうち、産業考古学的、鉄道史的などの観点から保存する価値があると認められた車両は保存されることがある。保存には2種類あり、線路上を自走できる状態で保存するものを動態保存といい、自走はできずに主に展示目的で保存するものを静態保存という。
なお、静態保存されていた車両が整備され、再び本線を自走できるように車籍を入れることもある。これを車籍復活（または復籍。詳細は後述）と言い、蒸気機関車などで多く見られる。ただ、本線の保安装置や定格速度などが大幅に変化していた場合、旧型の車両を走らせるのは不可能なので、あえて車籍を戻さない場合もある。画像の阪急100形電車や江ノ島電気鉄道100形電車などが当てはまる。一方で、国鉄C61形蒸気機関車20号機のように、のちに採用されたATS-P保安装置を導入してまで車籍復活した例もある。
また、冒頭で述べた理由により廃車が延期されることもある。JR西日本が北陸地区で特急「サンダーバード」を増発する際、代替廃車となる予定だった489系電車のクハ489-501・1の2両が歴史的観点から廃車が延期となり、別編成に組まれていた504・4を代わりに廃車し、両編成の先頭車を入れ替えて当分の間延命することとなった例がある。
事例は少ないが、個人が保存目的や倉庫代わりに買い取る場合や、「思い出の車両」として地元自治体が引き取り、管理する場合もある。また、車両の製造会社が自社内で保存したり、「機械扱い」として車籍のない状態で工場内の牽引用に使用する場合もある。個人が買い取るケースは過去にはよく見られたものの、近年では輸送費の高騰や土地の減少といった理由であまり行われておらず、また、鉄屑価格の高騰によりスクラップ価格の方が「車両そのまま」で売却する価格よりも高いことや、技術の流出防止のため、鉄道事業者の方針として認めない場合も多い。個人が車両を丸ごと1両払い下げて再利用しようとすると、輸送費・土地代・改装費など込みで1,000万円以上にも膨れ上がる上に、トレーラーなどでの輸送には警察その他多くの関係機関の許可が必要になり、その後の固定資産税や経年劣化による修繕費用（特に屋根などの保護が無く雨ざらしの状態で保存された場合）でも莫大なものになるとされる。

### 車籍復活
一旦除籍された後、鉄道会社や各自治体、団体などで保存されていた車両が、車籍を戻し現役として復活する例もまれながら存在する。その多くはイベント列車として走行する蒸気機関車である。これらは保存時も整備され状態が良かった車両が選ばれ、走行に問題がないと判断され車両工場で全般検査を通した上で本線の営業走行に復帰する。
また、民営化直後には国鉄清算事業団が所有していた廃車車両を、列車の増発等を目的にJR各社や私鉄各社が購入して整備の上で車籍復活した例もあった。

#### 廃車後に車籍復活した車両の一例
現在は再び除籍された車両も含む。
- 国鉄8620形蒸気機関車58654号機
- 国鉄C11形蒸気機関車171号機、190号機、207号機、227号機、312号機、325号機
- 国鉄C12形蒸気機関車66号機、164号機
- 国鉄C57形蒸気機関車180号機
- 国鉄C58形蒸気機関車239号機、363号機
- 国鉄D51形蒸気機関車498号機
- 国鉄C61形蒸気機関車20号機
- 国鉄C62形蒸気機関車3号機
- 国鉄EF55形電気機関車1号機
- 国鉄EF58形電気機関車89号機、150号機、157号機
- 四国旅客鉄道（JR四国）キロ47形気動車
- 伊豆急行100系電車クモハ103
- 愛知高速交通100形電車09編成

### 輸送以外の用途に使用
鉄道の安全を維持するために、多くの会社で毎年事故復旧訓練や防災訓練が行われるが、電車が脱線した時の乗客救助は最重要課題である。しかし、実際に電車を脱線させるだけでも大掛かりになる上、救助訓練を行うと車両を破損することがある。こうなると、実際に営業中の車両を使用する訳にはいかないので、廃車車両を解体する前に使うことになる（JR東日本201系など）。その他、車両火災や衝突事故の防止、被害軽減のための実車試験に使用されることも多い（例：脱線試験に用いられた京急1000形電車 (初代)、車両火災試験に用いられた営団地下鉄400形電車）。
これとは別に、会社によっては訓練所で専用の車両を使用している会社もあるが、本線に出ない場合、廃車した車両を使用している（例に車籍復活前のEF55形1号機など）。
民間に譲渡された車両が、結果として何らかの教材として利用される例もある。千葉県いすみ市にある知的障害者訓練施設「いすみ学園」に譲渡された東急デハ3450形電車は、入所者の自立支援として社会に出たときに鉄道に乗る訓練の教材となっている。かつて東京都自由が丘に存在したトモエ学園では、廃車体を教室として利用していた（のちに卒業生の黒柳徹子が著書『窓ぎわのトットちゃん』で述べたことで知られるようになった）。また、博物館や研修施設ではシミュレーター用に実物の先頭車のカットモデルが転用されることがあり、最前部から1枚目の乗降扉までが使われることが多い。
稀な例ではあるが、廃車予定の車両が破壊を伴うような撮影に利用されることもあり、1982年には西部警察 PART-IIのロケとして、広島電鉄750形電車の1両を実際にダイナマイトで爆破しての撮影が行われた（その後、正式に廃車解体）。
また、廃車体を海底に沈め、人工魚礁として活用される例があり、日本では1970年代に全廃となった名古屋市電や神戸市電で行われた例が知られている。